# Telekom Slovenije
Telekom Slovenije, d.d. – słoweński dostawca usług telekomunikacyjnych.
Przedsiębiorstwo zostało założone w 1995 roku.